# Комунистичка омладинска интернационала
Комунистичка омладинска интернационала (рус. Коммунистический интернационал молодёжи) је била међународна организација револуционарне комунистичке омладине. Створена је новембра 1919. године на иницијативу Владимира Лењина и деловала је у оквиру Комунистичке интернационале, са којом је била заједно распуштена маја 1943. године. 

## Историјат
Потреба за стварањем омладинске комунистичке интернационале појавила се одмах по формирању Комунистичке интернационале, марта 1919. године. Оснивачки конгрес је одржан од 20. до 26. новембра 1919. године у Берлину, а међу оснивачима организације су били подмлаци комунистичких партија из Русије, Немачке, Италије, Шведске, Норвешке, Данске, Швајцарске, Аустрије, Пољске, Мађарске, Румуније и Шпаније. Омладинске делегације из 13 земаља и њихових 219.000 чланова представљало је на Оснивачком конгресу 19. делегата. 
На Оснивачком конгресу је била усвојена идејно-политичка платформа Комунистичке интернационале. Руководећи орган Комунистичке омладинске интернационале између два Конгреса је био Извршни комитет Комунистичке омладинске интернационале, који је бирап Председништво и Секретаријат. Први генерални сектретар и један од Оснивача КОИ био је Војислав Вујовић. После Вујовића, на месту генералног секретара био је и познати шведски комуниста Вили Мунзенберг.
Према одлуци Шестог конгреса Комунистичке омладинске интернационале, септембра 1936. године је у Женеви одржан Међународни конгрес омладине на коме је присуствовало 450 делегата из 36 земаља (југословенску делегацију је на овом конгресу предводио Иво Лола Рибар). У лето 1938. године одржан је и Други међународни конгрес омладине против рата и фашизма. 
Комунистичка омладинска интернационала имала је своје секције - савезе комунистичке омладине у 56 земаља. 
Укупно је одржано шест конгреса КОИ:
- Први оснивачки конгрес - од 20. до 26. новембра 1919. године у Берлину
- Други конгрес - од 9. до 23. јула 1921. године у Москви
- Трећи конгрес - од 4. до 12. децембра 1922. године у Москви
- Четврти конгрес - од 13. до 25. јула 1924. године у Москви
- Пети конгрес - од 20. августа до 18. септембра 1928. године у Москви
- Шести конгрес - од 25. септембра до 11. октобра 1935. године у Москви

### СКОЈ у КОИ
Савез комунистичке омладине Југославије (СКОЈ) је као омладинска организација Комунистичке партије Југославије (КПЈ) био секција Комунистичке омладинске интернационале. Делегација СКОЈ-а је присуствовала Оснивачком конгресу КОИ, новембра 1919. године у Берлину, али њена делегација није имала право гласа, јер је СКОЈ све до свог Првог конгреса, јуна 19120. године, био непризнат од КОИ. 
И поред тога, што је СКОЈ у почетку био непризнат од стране Комунистичке омладинске интернационале, његов представник - Војислав Вујовић је био изабран за првог генералног секретара КОИ. Поред Вујовића, секретари КОИ су били и југословенски комунисти - Милан Горкић, Стјепан Цвијић и Вељко Влаховић, који је био последњи генерални секретар. Осим њих, у највишим органима КОИ налазили су се и Асим Бехмен и Борис Кидрич.